# Agens (taalkunde)
Agens (van het Latijnse  agere, "doen, handelen") is in de semantiek de benaming voor het argument dat actief handelt, in tegenstelling tot de patiëns. De term "agens" wordt onder andere gebruikt in analyses van argumentstructuur die zijn gebaseerd op thèta-rollen en thematische relaties. In termen van redekundige ontleding is de agens enerzijds gelijk aan het onderwerp (zinsdeel) in bedrijvende zinnen en anderzijds aan het handelend voorwerp in lijdende zinnen. Het handelend voorwerp is dus altijd een agens, terwijl dat voor het onderwerp niet altijd geldt. 
De belangrijkste kenmerken van een agens zijn:
- een zekere wil en/of bekwaamheid om de handeling te verrichten;
- gevoeligheid en vermogen tot perceptie;

Voorbeeld: de man mishandelt zijn vrouw [agens / actieve handeling] ; de vrouw wordt door de man mishandeld [patiëns / passieve handeling].
In de zin April volgt op maart bijvoorbeeld is er eerder sprake van een beeldspraak; de agens heeft hier immers geen eigen wil of bekwaamheid.